# Francisco Camilo de Araújo
Francisco Camilo de Araújo (* 1849; † 21. Juli 1901) war ein brasilianischer Politiker.

## Werdegang
Araújo war Sohn des Camilo José de Araújo und der Bárbara Maria Pereira de Araújo. Zu seinen Vorfahren zählen die Oliveira Ledo, Gründer der Stadt Campina Grande (Paraíba). Von 1895 bis 1901 war er Bürgermeister von Campina Grande. Er starb 1901 ledig im Alter von 52 Jahren.
| Personendaten    | Personendaten               |
| ---------------- | --------------------------- |
| NAME             | Araújo, Francisco Camilo de |
| KURZBESCHREIBUNG | brasilianischer Politiker   |
| GEBURTSDATUM     | 1849                        |
| STERBEDATUM      | 21. Juli 1901               |